# Sedlo pod Suchým
  Sedlo pod Suchým (1303 m n.p.m.) – przełęcz w Małej Fatrze na Słowacji. Znajduje się w bocznej grani Małej Fatry Krywańskiej, która  odgałęzia się od szczytu Suchý i poprzez tę przełęcz oraz Kľačianską Magurę opada w południowym kierunku do doliny Wagu. Wschodnie stoki spod przełęczy opadają do zalesionej dolinki o nazwie Pod Čiernym kameňom, która jest odnogą Sučiańskiej doliny, stoki zachodnie, również zalesione, do głębokiej Pekelnej doliny (odnoga doliny doliny Hoskora).
Rejon przełęczy oraz jej stoki podchodzące pod szczyt Suchego są trawiaste – to pozostałości dawnej hali pasterskiej. Szczególnie dobrze z przełęczy prezentuje się skalisty grzebień Suchego, po którym, jak wąska nitka wije się szlak turystyczny. Na wschód widoki przesłonięte są przez dużo wyższy masyw Małego Krywania. Na przełęczy skrzyżowanie dwóch szlaków turystycznych.

## Szlaki turystyczne
Turčianske Kľačany – Chata pod Kľačianskou Magurou – Sedlo pod Suchým – Suchy. Czas przejścia 3.30 h, ↓ 2.50 h
  Vráta – Príslop pod Suchým – Sedlo pod Suchým – Priehyb. Czas przejścia 2 h, ↓ 2.10 h